# Editora Sophistiqué
Sophistiqué Eventos, ou simplesmente Sophistiqué, é uma empresa organizadora de eventos que nasceu em Recife e hoje tem sede em João Pessoa. Iniciou suas atividades com o desenvolvimento da primeira revista brasileira exclusivamente sobre telefonia móvel, em 2002. Até 2010 editou as revistas do Shopping Tambiá e CDL de João Pessoa. De 2011 até 2019 realizou e organizou o JPA Travel Market em João Pessoa, considerado um dos maiores eventos do Brasil exclusivo para profissionais do turismo. A partir de 2020 a empresa mudou sua fantasia para BBC Eventos, e o principal evento realizado por ela passou a ser o BTM - Brazil Travel Market, que ocorre anualmente em Fortaleza no Ceará.